# Minerva McGonagall
Minerva McGonagall (r. 4. listopada o.1925.), izmišljeni lik iz serije romana o Harryju Potteru autorice J. K. Rowling. Na početku priče zamjenica je ravnatelja u školi vještičarenja i čarobnjaštva u Hogwartsu, predstojnica doma Gryffindora i profesorica Preobrazbe koju je počela predavati u prosincu 1956. McGonagallica smatra preobrazbu najtežom i najzahtjevnijom granom magije.
Profesorica McGonagall ima crnu kosu koju skuplja u punđu. J.K. Rowling rekla je da ima 70 godina. Nosi četvrtaste naočale koje se slažu sa šarama mačke u koju se može pretvoriti (prof. McGonagall je animagus - vještica koja se može pretvoriti u životinju). Voli karirane uzorke, vjerojatno zbog svog škotskog podrijetla; čak je i njezina svečana pelerina od tkanine kariranog uzorka. Profesorica McGonagall podržavala je Albusa Dumbledorea i još je uvijek članica Reda Feniksa. Njezino ime dolazi od imena rimske božice mudrosti, Minerve.
Prof. McGonagall u filmovima o Harryju Potteru glumi Maggie Smith.

## Uloga u priči
Minervu McGonagall prvi put susrećemo u prvom poglavlju Harryja Pottera i kamena mudraca kada se susreće s Albusom Dumbledoreom u Kalininom prilazu. Odmah je pokazano da je ona Animagus: cijeli je dan sjedila na kamenom zidu u obličju mačke. U tom poglavlju možemo vidjeti i većinu njezinih osobina: brigu (brine se kad joj Dumbledore otkrije gdje će ostaviti Harryja); otresitost (kritizira mnoge osobe, uključujući i Hagrida; i inteligenciju. McGonagallica vodi ceremoniju svrstavanja u Hogwartsu. Od učenika zahtijeva poštovanje.
Prof. McGonagall voli metloboj i, kao predstojnica doma Gryffindora, zanima se za napredak ekipe svog doma u metloboju. U prvoj je knjizi, nakon što je vidjela kako Harry majstorski leti na metli preporučila da on postane novi tragač, iako mu kao učeniku prve godine ne bi bilo dozvoljeno igranje metloboja. 
Često je Harryju znala natuknuti neke stvari koje bi mu kasnije pomogle, pa mu je tako na petoj godini rekla da Ministarstvo magije nadzire sve načine komunikacije u Hogwartsu i izvan njega. U to je vrijeme bila i članica osoblja koja je najviše pokazivala da ne voli Dolores Umbridge, ali nije je se bojala. Svi su Umbridgičini pokušaji miješanja u posao prof. McGonagall neslavno propali. Tijekom Umbridgeičine "vlasti" u Hogwartsu, profesorica McGonagall jednom promatrala je Peevesa kako pokušava odvrnuti veliki kristalni luster i usput mu je šapnula da se "odvrće na drugu stranu". Posudila mu je i svoj štap za hodanje kojim je on udarao Umbridgeicu dok je ova napuštala Hogwarts.
Nakon smrti Albusa Dumbeldorea prof. McGonagall ponovno je postala ravnateljica Hogwartsa. U sedmom nastavku će za ravnatelja Hogwartsa biti imenovan prof. Severus Snape. 
| Prethodnik Profesor Albus Dumbledore | Zamjenica ravnatelja 1956. - lipanj 1997. | Nasljednik Amycus Carrow |

| Prethodnik Profesor Albus Dumbledore | Predstojnica Gryffindora 1956. - lipanj 1997. | Nasljednik ? |

| Prethodnik Profesor Albus Dumbledore | Profesorica preobrazbe 1956. - lipanj 1997. | Nasljednik ? |

| Prethodnik Profesor Albus Dumbledore | ravnateljica Hogwartsa lipanj 1997. - | Nasljednik Severus Snape |